# FIAT-Revelli da 25,4 Mod. 1917
Il FIAT-Revelli da 25,4 Mod. 1917 è stato un cannone automatico progettato dal Regno d'Italia durante la prima guerra mondiale e adoperato in quel conflitto sia come arma aeronautica che, solo sperimentalmente, come cannone da trincea.

## Storia
L'arma nasce dall'esigenza di un pezzo d'artiglieria leggero per i bombardieri del Servizio Aeronautico. Il progetto venne affidato nel 1915 al prolifico Abiel Bethel Revelli di Beaumont. Adottato nel 1916?, fu commissionato in 200 esemplari alla Fiat ed, insieme ad un simile prodotto della Vickers-Terni, equipaggiò inizialmente 12 Caproni Ca.3 e dal gennaio 1918 gli S.P.3 (sviluppo del Savoia-Pomilio SP.2) della 16ª Squadriglia. Con la rapida e rocambolesca evoluzione dell'arma aerea in quegli anni di guerra, si giunse però alla conclusione che gli aerei si dovessero armare unicamente con mitragliatrici, nonostante l'arma si fosse rivelata assolutamente affidabile. Infatti i cannoni non garantivano la velocità alla volata sufficiente ed, a costo di un peso relativamente elevato, il calibro non garantiva effetti risolutivi.
L'arma fu offerta senza successo alle forze aeree britanniche, che anzi considerarono il cannoncino una copia illegale del loro Vickers 1 Pr Mk. III (differente dal Vickers-Armstrong QF 2 lb "Pom-Pom"), e francesi, pienamente soddisfatti della loro mitragliatrice Vickers in 11 × 59 mm R e preoccupati dalle difficoltà di produrre spolette per proietti piccoli come quelli da 25,4.
L'impiego aeronautico dell'arma fu assai limitato a causa di vari fattori: scarsa rapidità del tiro, scarsa potenza del proietto, peso elevato e vari problemi con la spoletta della granata dirompente che risultò troppo sensibile e poco sicura avendo la tendenza ad esplodere prematuramente.
Ancor meno successo ebbe il suo tentato impiego terrestre, l'arma venne proposta come cannone per fanteria nel 1917 venendo scartata nel marzo dello stesso anno. Le ragioni del suo rifiuto furono: eccessiva delicatezza (in quanto arma semiautomatica), difficile collocamento in trincea per le dimensioni dell'affusto, alto consumo di munizioni che ne avrebbero reso difficile il rifornimento, proietto di scarsa efficacia e peso complessivo elevato (come già rilevato).

## Tecnica
Il 25,4 Mod. 1917 era un cannone semiautomatico (nonostante il nome ufficiale) in calibro 25,4 mm, ovvero 1 pollice. Il castello in bronzo, è munito di orecchioni adattabili a vari tipi di affusti rigidi aeronautici a piedistallo o da trincea, presenta superiormente la sede per il caricatore e inferiormente la finestra d'espulsione dei bossoli spenti. Si connette anteriormente con il manicotto in acciaio forato (per il raffreddamento) che funge da guida della canna e posteriormente con l'impugnatura a manopole in bronzo. La canna, rigata, posteriormente è permanentemente unita ad una ghiera che ospita i risalti per le alette dell'otturatore ed è inserita nel castello in modo da poter rinculare guidata dal manicotto esterno e contrastata da una propria molla. L'otturatore, cilindrico, è in acciaio e presenta in testa dieci alette, superiormente la scanalatura per l'espulsore e inferiormente l'estrattore; sul lato destro porta il tiretto d'armamento che scorre nell'apposita scanalatura sul lato destro castello, mentre l'interno cavo ospita il percussore. Sul lato destro del castello, protetti da una piastra, si trovano gli organi di chiusura ed apertura dell'otturatore e la leva di sicura. La linea di mira è disassata sulla sinistra e si avvale di un mirino fissato da una fascetta sul manicotto e di un alzo a ritto e cursore, il cui zoccolo è fissato da viti sulla parte superiore sinistra del castello. Il caricatore metallico contiene 8 colpi e viene inserito dalla bocchetta superiore.

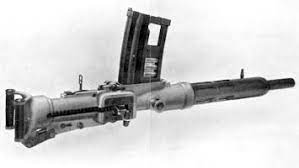
Cannoncino FIAT-Revelli da 25,4mm Mod.1917
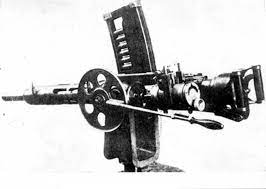
Cannoncino da 25,4mm FIAT-Revelli su installazione aeronautica
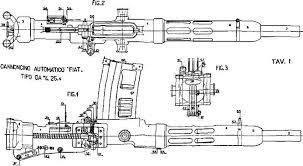
Schemi di un Cannoncino FIAT-Revelli da 25,4
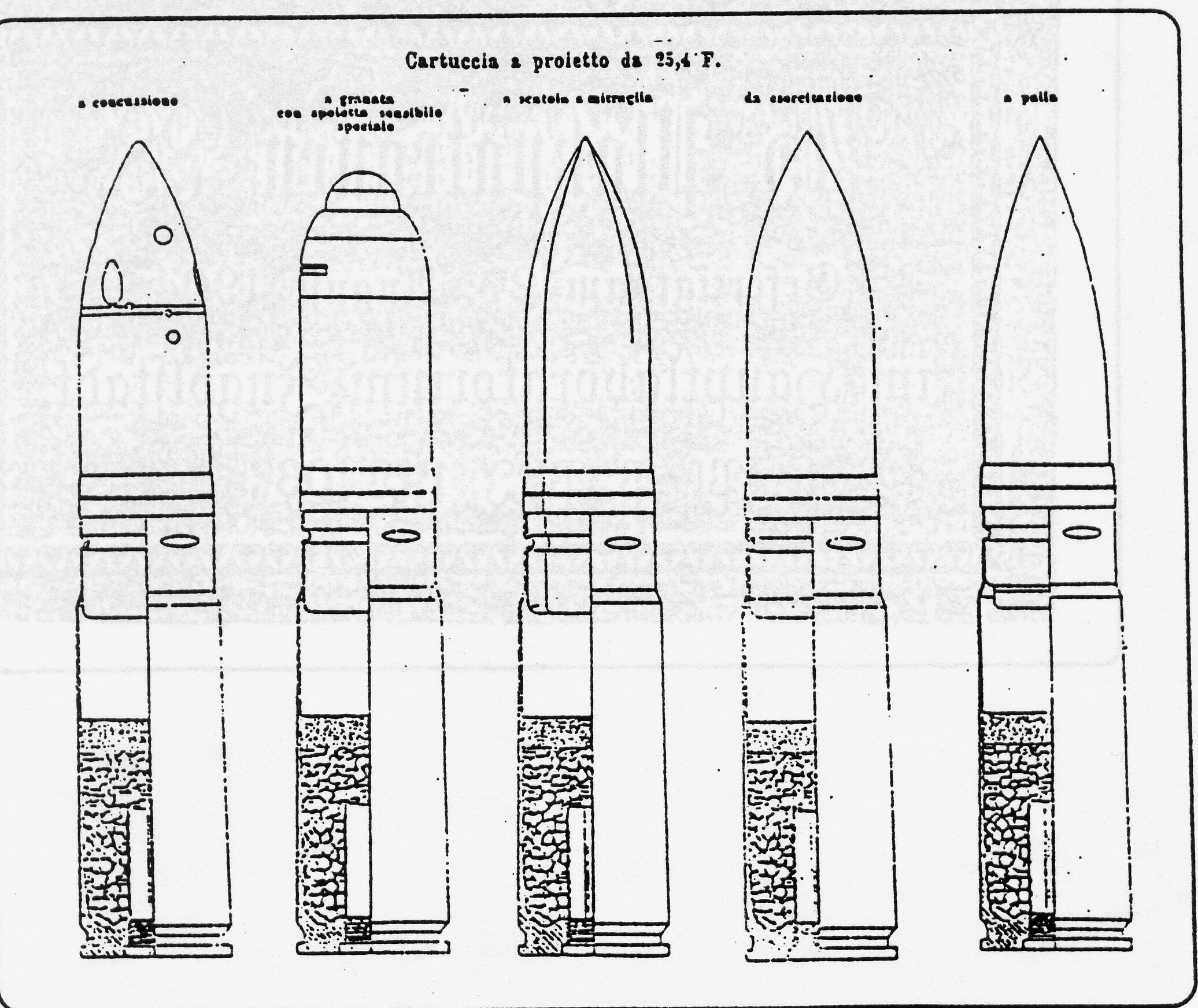
Cartuccia a proietto da 25,4 F.

## Funzionamento
Dopo aver inserito la prima munizione in canna agendo sul tiretto d'armamento, per fare fuoco si agisce sul pulsante di sparo che, tramite un sistema di leve, sgancia il percussore. Spinto dalla sua molla, questo va ad innescare la cartuccia. Al momento dell'esplosione l'otturatore è chiuso dalle alette inserite nei risalti e rincula solidale con la canna, libera di scorrere nel manicotto, per circa 2 centimetri, al che un rilievo sul lato destro dell'otturatore urta la leva di apertura. (contenuta nell'apposito recesso chiuso dalla piastra), che lo spinge in alto applicando all'otturatore stesso una rotazione di alcuni gradi sul proprio asse maggiore; questa rotazione è sufficiente a svincolare le alette dai risalti, in modo che l'otturatore, ormai libero dalla canna, continua la sua corsa retrograda, mentre la canna viene riportata in avanti dalla sua molla. L'estrattore sull'otturatore estrae il bossolo spento, spinto in basso nella finestra d'espulsione dall'espulsore. Dissipata l'energia del rinculo, la molla dell'otturatore lo riporta in avanti; questo preleva una cartuccia dal caricatore inserendola nella culatta; nell'ultimo tratto di corsa lo zoccolo laterale viene impegnato dalla leva di chiusura, che gli imprime una rotazione inversa alla precedente ripristinando la chiusura della culatta. A questo punto l'arma è di nuovo pronta a fare fuoco.